# Coptotriche alavelona
Coptotriche alavelona is een vlinder uit de familie vlekmineermotten (Tischeriidae). De wetenschappelijke naam van deze soort is voor het eerst geldig gepubliceerd in 2007 door Lees & Stonis.
De soort komt voor in tropisch Afrika.